# Guadalupe (Huila)
Guadalupe ist eine Gemeinde (municipio) im Departamento Huila in Kolumbien.

## Geographie
Guadalupe liegt in Huila in der Subregion Subcentro in der Ostkordillere der kolumbianischen Anden auf einer Höhe von 940 bis 2600 Metern, 151 km von Neiva entfernt. An die Gemeinde grenzen im Norden Garzón, im Osten Florencia im Departamento del Caquetá, im Süden Suaza und im Westen Altamira.

## Bevölkerung
Die Gemeinde Guadalupe hat 18.602 Einwohner, von denen 5491 im städtischen Teil (cabecera municipal) der Gemeinde leben (Stand: 2022).

## Geschichte
Der Ort Guadalupe entstand etwa ab 1715 unter dem Namen La Viciosa, wobei die erste Kirche der Jungfrau von Guadalupe gewidmet war, nach der der Ort später benannt wurde.

## Wirtschaft
Die wichtigsten Wirtschaftszweige von Guadalupe sind Landwirtschaft, Tierhaltung, Handwerk und Handel.

## Verkehr
Guadalupe liegt an der asphaltierten Straße, die Neiva und Florencia verbindet.